# Ictidomys tridecemlineatus

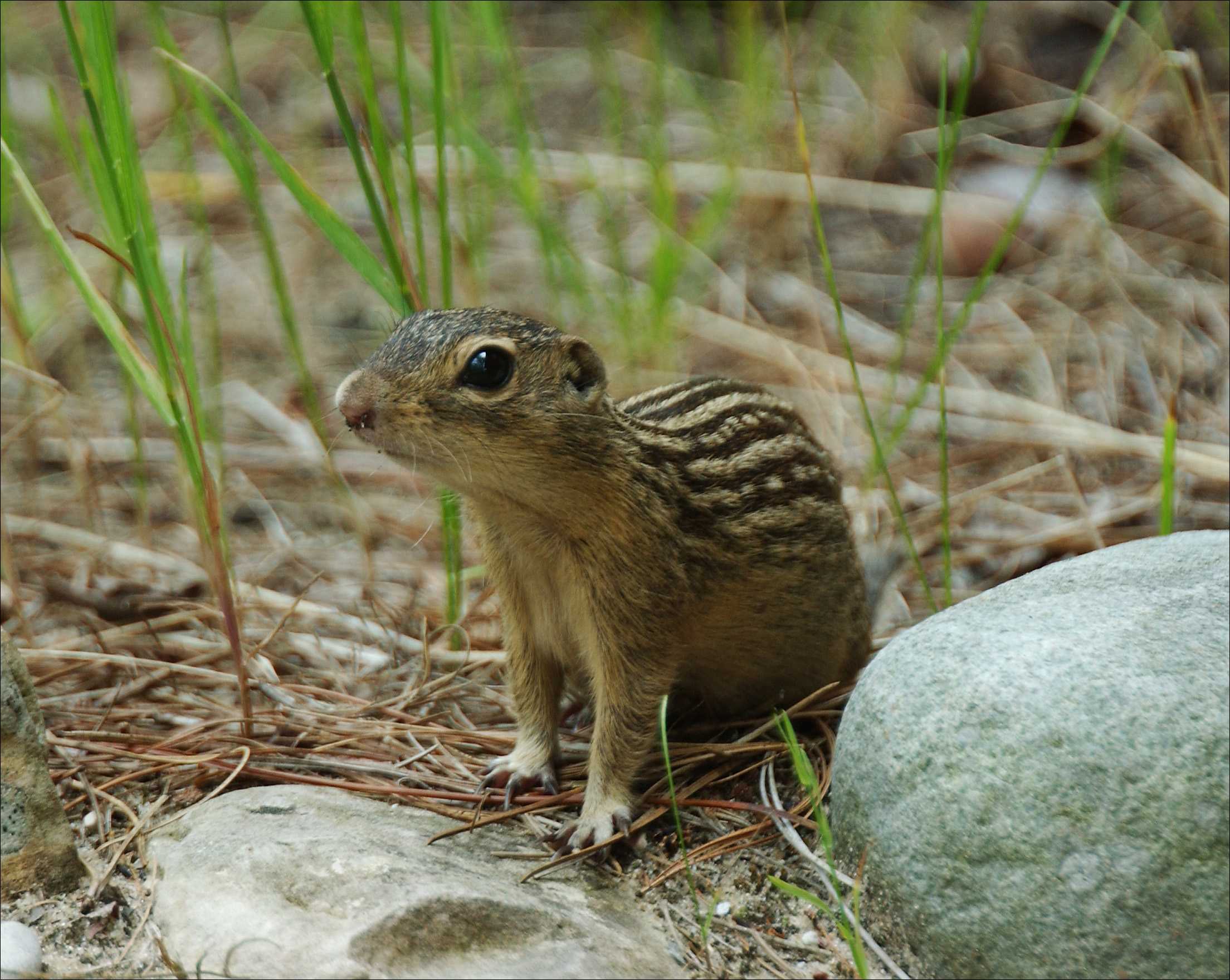
Spermophilus tridecemlineatus

La ardilla de tierra de trece franjas (Ictidomys tridecemlineatus), llamada también ardilla de tierra o tuza listada, suslik de trece bandas, y espermofilo leopardo en la época de John James Audubon, es una especie de roedores en la familia Sciuridae. Se distingue por tener trece franjas marrón y blancas alternadas a lo largo de su zona dorsal y lateral, que pueden separarse en cadenas de puntos.

## Características físicas
Poseen 13 franjas características a lo largo de su zona dorsal y lateral, que pueden ser siete franjas marrón alternadas con seis cobrizas, o siete franjas delgadas amarillas alternadas con seis marrones más anchas.
No presentan dimorfismo sexual, y miden entre 170 y 310 mm de largo, con promedio de 250, pesando entre 110 y 140 gramos. Su cola mide unos 75 a 109 mm.

## comportamiento
Son estrictamente diurnas, y especialmente activas durante los días calurosos. Durante el verano aumenta considerablemente de peso, y llena su madriguera con alimentos, preparándose para su hibernación, que comienza en octubre. Mientras hiberna baja su metabolismo, variando su ritmo cardíaco de 200 latidos por minuto a no más de cinco, y su ritmo respiratorio de 100 a 200 respiraciones por minuto a una cada 5 minutos. En este estado su temperatura corporal se mantiene cercana a la ambiental, sin efectos perjudiciales. Los machos tienden a entrar y salir de la hibernación antes que las hembras.
Sus madrigueras llegan a los 6 m de longitud, con varios pasajes laterales, cerca de medio metro bajo la superficie. Sólo la cámara de hibernación se encuentra más profunda. También construyen agujeros más pequeños para su defensa. La entrada de la madriguera sólo tiene unos 5 cm de diámetro, y usualmente se encuentra camuflada con la vegetación, sin formar un montículo que alerte de su presencia.

### Reproducción
Su periodo de cría es de abril a julio. La gestación dura 28 días, pariendo una única camada anual de unas 8 crías de promedio, compuesta de crías sin bellos corporales, ciegas y desdentadas, que pesan de 3 a 4 gramos. Las crías son amamantadas por 27 días, y emergen de la madriguera a las 5 semanas. Alcanzan la madurez sexual a los 8 o 9 meses la primavera siguiente a su nacimiento, iniciando las actividades de apareamiento unas dos semanas después de emerger luego de su hibernación, las que se mantienen por otras dos semanas.
No forman colonias, pero suelen concentrarse en áreas con sustrato apropiado para sus madrigueras, prefiriendo vivir cerca a sus parientes inmediatos.
Se sabe que se hibridan con Spermophilus mexicanus.

### Alimentación
Son una especie omnívora, con una dieta consistente de semillas, pastos, insectos, llegando a comer también pequeños vertebrados. Se alimentan de cultivos como trigo o maíz.
En bajos números son beneficiosos para los cultivos, pues se alimentan de especies consideradas dañinas (como insectos) pero en grandes cantidades son dañinos, pues excavan y arrancan las semillas y plantas recién plantadas, dañando más de lo que consumen. Por no ser una especie protegida, pueden ser controladas con pesticidas, u otros métodos, como la captura. La exclusión de los campos (cercado) no es eficaz, pues la especie es capaz de trepar las bardas, o cavar bajo ellas.

## Hábitat y conservación
Vive estrictamente en terrenos secos y arenosos en áreas abiertas, como pastizales, campos cultivados, llanuras, orillas de caminos, aeropuertos, etcétera, que le permitan cavar sus madrigueras, donde descansa, cría e hiberna. Sus territorios se extienden una media de hasta 6 hectáreas, siendo de mayor tamaño el de los machos.
Originalmente estaba confinada a las praderas, pero ha extendido su territorio en los últimos dos siglos, llegando a Ohio por el este, Montana y Arizona por el oeste, Alberta por el norte y Texas por el sur.
La especie no se considera bajo peligro, aunque cada año muere más del 90% de los individuos jóvenes debido a la depredación, variando su densidad desde 24,5 individuos por hectárea hasta 2,5 justo antes de su hibernación.

## Subespecies
La especie presenta varias subespecies:
- S. t. alleni
- S. t. arenicola
- S. t. blanca
- S. t. hollisteri
- S. t. monticola
- S. t. olivaceous
- S. t. pallidus
- S. t. parvus
- S. t. texensis
- S. t. tridecemlineatus